# Agenda 21
L'Agenda 21 és un programa de les Nacions Unides que fa referència al desenvolupament sostenible. Va ser aprovada a la Cimera de la Terra (1992) celebrada a Rio de Janeiro per més de 178 governs. El nom 21 fa referència als vint punts del programa, que s'havia d'acomplir l'any 2000.
El 1997, 5 anys després de la Cimera de la Terra, es va celebrar una altra conferència per estudiar l'evolució a l'hora de posar en pràctica l'Agenda 21. Posteriorment, se n'han fet d'altres, fins a arribar a l'Agenda 2030.

## Preàmbul
- 1.1 La humanitat es troba en un moment decisiu de la història. Ens enfrontem amb la perpetuació de les disparitats entre les nacions i dintre de les nacions, amb l'agreujament de la pobresa, la fam, les malalties i l'analfabetisme i amb el continu empitjorament dels ecosistemes dels quals depèn el nostre benestar. No obstant això, si s'integren les preocupacions relatives al medi ambient i al desenvolupament i si se'ls presta més atenció, es poden satisfer les necessitats bàsiques, elevar el nivell de vida de tots, aconseguir una millor protecció i gestió dels ecosistemes i assolir un futur més segur i més pròsper. Cap nació pot arribar a aquests objectius per si sola, però tots junts podem fer-ho en una associació mundial per a un desenvolupament sostenible.

- 1.2 Aquesta associació mundial ha de basar-se en les premisses de la resolució 44/228 de l'Assemblea General de 22 de desembre de 1989, que es va aprovar quan les nacions del món van demanar que s'organitzés la Conferència de les Nacions Unides sobre el Medi ambient i el Desenvolupament, així com en l'acceptació de la necessitat d'enfocar de forma equilibrada i integral les qüestions relatives al medi ambient i al desenvolupament.

- 1.3 El Programa 21 aborda els problemes apressants d'avui i també tracta de preparar el món per als desafiaments del pròxim segle. Reflecteix un consens mundial i un compromís polític al nivell més alt sobre el desenvolupament i la cooperació en l'esfera del medi ambient. La seva execució amb èxit incumbeix, abans de res i sobretot, als governs. Les estratègies, plans, polítiques i processos nacionals són de cabdal importància per a aconseguir això. La cooperació internacional ha de donar suport i complementar tals esforços nacionals. En aquest context, el sistema de les Nacions Unides té una funció clau a realitzar. Altres organitzacions internacionals, regionals i sub-regionals també han de contribuir a aquest esforç. Així mateix s'ha d'encoratjar la participació més àmplia del públic i la participació activa de les organitzacions no governamentals i d'altres grups.

- 1.4 La consecució dels objectius del Programa 21 pel que fa al desenvolupament i al medi ambient requereixen un corrent substancial de recursos financers nous i addicionals cap als països en desenvolupament, a fi de cobrir les despeses suplementàries ocasionades per les mesures que hauran de prendre per a plantar cara als problemes del medi ambient mundial i per a accelerar el desenvolupament sostenible. També es necessiten recursos financers per a reforçar la capacitat de les institucions internacionals d'aplicar el Programa 21. En cadascuna de les reves del programa s'inclou una avaluació de l'ordre de magnitud de les despeses. Els organismes i organitzacions que s'encarreguin de l'execució hauran d'examinar i afinar aquesta avaluació.

- 1.5 A l'executar les reves de programes pertinents determinades en el Programa 21, s'hauria de parar esment especial a les circumstàncies particulars que enfronten les economies en transició. També s'ha de reconèixer que aquests països afronten dificultats sense precedents en la transformació de les seves economies, en alguns casos enmig d'apreciables tensions socials i polítiques.

- 1.6 En relació amb les reves del programa que constituïxen el Programa 21 es descriuen les bases per a l'acció, els objectius, les activitats i els mitjans d'execució. El Programa 21 és un programa dinàmic. Els diversos agents han d'executar-ho d'acord amb les diferents situacions, capacitats i prioritats dels països i de les regions amb plena observança de tots els principis que figuren en la Declaració de Rio sobre el Medi ambient i el Desenvolupament. El Programa 21 podria evolucionar amb el temps en funció dels canvis de les necessitats i de les circumstàncies. Aquest procés marca el començament d'una nova associació mundial per a un desenvolupament sostenible.

## Programa de l'Agenda 21
```
1. Dimensions socials i econòmiques 
2. Cooperació internacional per a accelerar el desenvolupament sostenible dels països en desenvolupament i polítiques internes connexes 
3. Lluita contra la pobresa.
4. Evolució de les modalitats de consum.
5. Dinàmica demogràfica i sostenibilitat.
6. Protecció i foment de la salut humana.
7. Foment del desenvolupament sostenible dels assentaments humans.
8. Integració del medi ambient i el desenvolupament en l'adopció de decisions Secció II. Conservació i gestió dels recursos per al desenvolupament 
9. Protecció de l'atmosfera.
10. Enfocament integrat de la planificació i l'ordenació dels recursos de terres.
11. Lluita contra la desforestació.
12. Ordenació dels ecosistemes fràgils: lluita contra la desertificació i la sequera.
13. Ordenació dels ecosistemes fràgils: desenvolupament sostenible de les zones de muntanya.
14. Foment de l'agricultura i del desenvolupament rural sostenible.
15. Conservació de la diversitat biològica.
16. Gestió ecològicament racional de la biotecnologia.
17. Protecció dels oceans i dels mars de tota classe, inclosos els mars tancats i semi tancats, i de les zones costaneres, i protecció, utilització racional i desenvolupament dels seus recursos vius 
18. Protecció de la qualitat i el subministrament dels recursos d'aigua dolça: aplicació de criteris integrats per a l'aprofitament, ordenació i ús dels recursos d'aigua dolça.
19. Gestió ecològicament racional dels productes químics tòxics, inclosa la 
prevenció del tràfic internacional il·lícit de productes tòxics i perillosos
.
20. Gestió ecològicament racional de les deixalles perilloses, inclosa la prevenció del tràfic internacional il·lícit de deixalles perilloses.
21. Gestió ecològicament racional de les deixalles sòlides i qüestions relacionades amb les aigües residuals.
22. Gestió innòcua i ecològicament racional de les deixalles radioactives Secció III. Enfortiment del paper dels grups principals.
23. Preàmbul 
24. Mesures mundials en favor de la dona per a assolir un desenvolupament sostenible i equitatiu.
25. La infància i la joventut en el desenvolupament sostenible.
26. Reconeixement i enfortiment del paper de les poblacions indígenes i les seves comunitats.
27. Enfortiment del paper de les organitzacions no governamental: associades en la recerca d'un desenvolupament sostenible.
28. Iniciatives de les autoritats locals en suport del Programa 21.
29. Enfortiment del paper dels treballadors i els seus sindicats.
30. Enfortiment del paper del comerç i la indústria.
31. La comunitat científica i tecnològica.
32. Enfortiment del paper dels agricultors Secció IV. Mitjans d'execució.
33. Recursos i mecanismes de finançament.
34. 
Transferència de tecnologia
 ecològicament racional, cooperació i augment de la capacitat.
35. La ciència per al desenvolupament sostenible.
36. Foment de l'educació, la capacitació i la presa de consciència.
37. Mecanismes nacionals i cooperació internacional podran augmentar la capacitat nacional en els països en desenvolupament.
38. Arranjaments institucionals internacionals.
39. Instruments i mecanismes jurídics internacionals.
40. Informació per a l'adopció de decisions
```